# New Clear Days
„New Clear Days“ е дебютният албум на Вейпърс от 1980 г., в който намира място сингъла Turning Japanese Последният достига №3 в класацията за сингли през март 1980 година. Има и ремикс на News at Ten, наречен по подобие на новинарска програма по АйТиВи, който се изкачва до 45-а позиция през юли същата година. Третият сингъл, нова версия на Waiting for the Weekend, с духова секция, не успява да влезе в класациите.